# Мира Поповић
Мира Поповић (Београд, 1952) српска је књижевница, преводилац и новинар.

## Биографија
Дипломирала новинарство на Факултету политичких наука. На постдипломским студијама у Београду и Паризу студирала је комуникације у области културе.
Дугогодишњи је дописник из Париза југословенских, српских и страних медија међу којима су агенција Танјуг, дневник Данас и недељници Европа и Нови магазин. Од 1996. године живи у Паризу.
Од 2008. године потпуно се посветила писању и књижевном превођењу с француског на српски језик, наставивши да пише за београдску штампу о књижевним и културним збивањима у Француској. Превела је бројне књиге и прозне текстове француских аутора укњучујући Маргерит Дирас, Пјера Бајара, Жила Липовецког, Ле Клезија, Филипа Делерма, Ани Сомон, као и преписку Марсела Дишана и Анри-Пјер Рошеа.
Приче су јој преведене на француски и енглески језик.
Члан је Српског књижевног друштва.

## Дела

### Књиге прича
- Друштво одбачених јунака, (Прометеј, Нови Сад, 2016)[2]
- Хармонија, (Ужи избор за Андрићеву награду, Академска књига, Нови Сад, 2012)[3]
- , (2012)
- Београд Париз, (Народна књига, Београд, 2007)

### Књиге разговора
- Реч и (с)мисао, (Прометеј, Нови Сад, 2014)

### Антологије и зборници
- Лексикон божјих људи (Службени гласник, Београд, 2010)